# 藤原仁
藤原 仁（ふじわら まさし、1956年3月2日 - ）は、広島県広島市出身の元プロ野球選手（投手）。

## 来歴・人物
崇徳高時代は、1973年にエースとして春の県大会で佃正樹、達川光男のバッテリーを擁する広島商を相手に準決勝で完投勝利するなどの活躍で優勝。中国大会は初戦を延長14回完投勝ちすると準決勝も完投、決勝は完封勝利で優勝。夏の県大会で決勝に進出するが、味方のエラーもあって広島商に敗れる。なお、広島商業高は甲子園で優勝した。同年のプロ野球ドラフト会議で大洋ホエールズから7位指名を受けるが入団を拒否した。
高校卒業後は、駒澤大学に進学するも2年で中退し、社会人野球の日本楽器に入団する。1978年から都市対抗野球大会に2年連続出場。1979年の大会では準決勝に進出し、三菱重工広島と対戦。主にリリーフとして起用されるが、甲子園出場を阻まれた広島商出身の金光興二に同点本塁打を喫し最後は逆転負け、チームはベスト4にとどまった。
1979年オフに、自身の駒大野球部同期生今成泰章が担当スカウトを務め、ドラフト外で阪神タイガースに入団。オーバースローとスリークォーターを使い分けるピッチングが身上で、シュート、カーブ、フォークボールを武器とし、主に中継ぎ・ローテーションの谷間で活躍。3年目の1982年、小林繁・伊藤宏光のリタイアで先発投手が足りない時には二軍での実績を買われて一軍に昇格し、江川卓に投げ勝った。6勝を記録して飛躍が期されるも、翌1983年に剥離骨折に見舞われ、その後低迷した。1987年シーズン終了後、岡部憲章との交換トレードで日本ハムファイターズに移籍したが、1988年シーズンは2試合のみの登板に留まり、同年オフに現役を引退。
引退後は、地元の広島市内にて生花店を営むも閉店し、現在は同市内に在住している。

## 詳細情報

### 年度別投手成績
| 年 度     | 球 団     | 登 板 | 先 発 | 完 投 | 完 封 | 無 四 球 | 勝 利 | 敗 戦 | セ 丨 ブ | ホ 丨 ル ド | 勝 率 | 打 者 | 投 球 回 | 被 安 打 | 被 本 塁 打 | 与 四 球 | 敬 遠 | 与 死 球 | 奪 三 振 | 暴 投 | ボ 丨 ク | 失 点 | 自 責 点 | 防 御 率 | W H I P |
| --------- | --------- | ----- | ----- | ----- | ----- | -------- | ----- | ----- | -------- | ----------- | ----- | ----- | -------- | -------- | ----------- | -------- | ----- | -------- | -------- | ----- | -------- | ----- | -------- | -------- | ------- |
| 1980      | 阪神      | 50    | 0     | 0     | 0     | 0        | 0     | 1     | 2        | --          | .000  | 160   | 40.0     | 26       | 6           | 17       | 5     | 1        | 23       | 0     | 0        | 15    | 10       | 2.25     | 1.08    |
| 1981      | 阪神      | 5     | 0     | 0     | 0     | 0        | 0     | 0     | 0        | --          | ----  | 20    | 3.0      | 6        | 1           | 5        | 0     | 0        | 2        | 0     | 0        | 3     | 3        | 9.00     | 3.67    |
| 1982      | 阪神      | 20    | 11    | 2     | 2     | 0        | 6     | 3     | 0        | --          | .667  | 293   | 71.0     | 55       | 4           | 31       | 1     | 0        | 50       | 2     | 1        | 21    | 19       | 2.41     | 1.21    |
| 1985      | 阪神      | 9     | 3     | 0     | 0     | 0        | 0     | 1     | 0        | --          | .000  | 72    | 14.1     | 22       | 1           | 8        | 0     | 0        | 13       | 0     | 0        | 11    | 11       | 6.91     | 2.09    |
| 1986      | 阪神      | 25    | 2     | 0     | 0     | 0        | 0     | 2     | 0        | --          | .000  | 188   | 43.1     | 41       | 6           | 18       | 2     | 1        | 32       | 4     | 0        | 23    | 20       | 4.15     | 1.36    |
| 1987      | 阪神      | 6     | 0     | 0     | 0     | 0        | 0     | 0     | 0        | --          | ----  | 38    | 9.0      | 9        | 0           | 5        | 1     | 0        | 6        | 0     | 0        | 4     | 2        | 2.00     | 1.56    |
| 1988      | 日本ハム  | 2     | 0     | 0     | 0     | 0        | 0     | 0     | 0        | --          | ----  | 6     | 1.1      | 1        | 1           | 1        | 0     | 0        | 1        | 0     | 0        | 1     | 1        | 6.75     | 1.50    |
| 通算：7年 | 通算：7年 | 117   | 16    | 2     | 2     | 0        | 6     | 7     | 2        | --          | .462  | 777   | 182.0    | 160      | 19          | 85       | 9     | 2        | 127      | 6     | 1        | 78    | 66       | 3.26     | 1.35    |

### 記録
- 初登板：1980年4月5日、対広島東洋カープ1回戦（広島市民球場）、6回裏無死に2番手で救援登板、ジム・ライトルに本塁打を打たれ降板（1失点）
- 初奪三振：1980年4月11日、対横浜大洋ホエールズ1戦（阪神甲子園球場）、7回表に長崎慶一から
- 初セーブ：1980年4月12日、対横浜大洋ホエールズ2回戦（阪神甲子園球場）、8回表に2番手で救援登板・完了、2回2失点
- 初先発：1982年7月21日、対横浜大洋ホエールズ15回戦（阪神甲子園球場）、6回0/3を2失点
- 初勝利・初先発勝利：1982年8月7日、対横浜大洋ホエールズ16回戦（平和台球場）、7回3失点
- 初完投勝利・初完封勝利：1982年8月25日、対ヤクルトスワローズ20回戦（阪神甲子園球場）
- 初登板で対戦した第1打者に被本塁打：上記「初登板」の項を参照　※セ・リーグ11人目

### 背番号
- 47（1980年 - 1987年）
- 34（1988年）